# 中国城市规划设计研究院

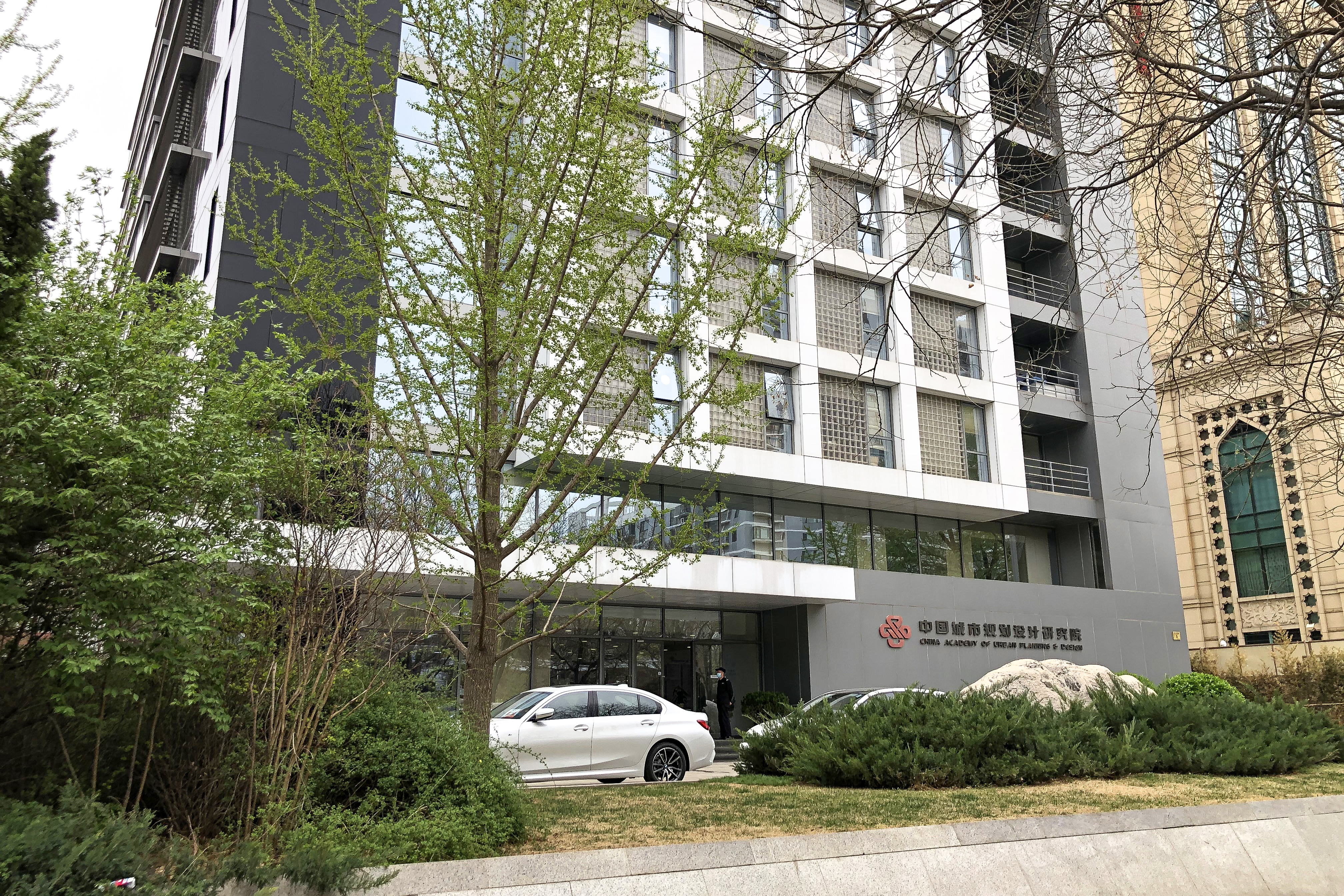
位于车公庄西路5号的中国城市规划设计研究院本部

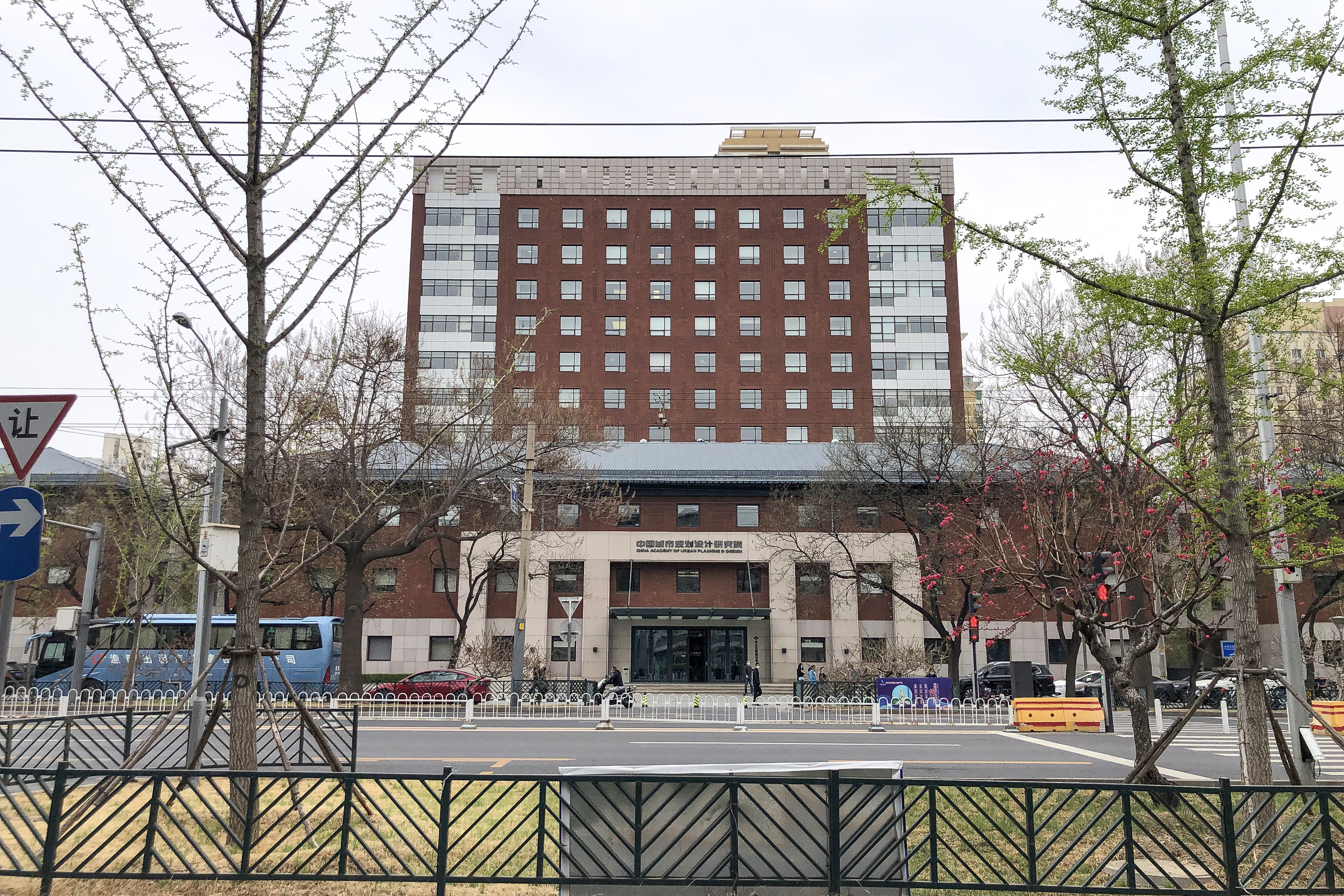
位于车公庄西路10号的中国城市规划设计研究院西区

中国城市规划设计研究院，简称中规院，是隶属于中华人民共和国住房和城乡建设部的科研机构，是全国城市规划研究、设计和学术信息中心，总部位于北京市海淀区车公庄西路5号。中规院现任院长为王凯。
目前，中规院分设深圳分院、上海分院、西部分院、厦门分院、汕头分院。

## 历史沿革
1953年3月，中央人民政府建筑工程部城市建设局成立。次年10月18日，建工部城市设计院成立。
1963年1月，数次变更隶属关系的城市设计院更名为国家计委城市规划研究院，国家计委城市设计计划局次年4月划归国家经委领导，城市规划研究院也被撤销，人员划入国家经委城市规划局。1965年3月，国家经委城市规划局划归中华人民共和国国家基本建设委员会，但城市规划局于1969年被撤销。
随着城市规划事业的复苏，国家建委城市建设局于1972年成立，次年6月又在国家建委建筑科学研究院下设立了城市建设研究所。1979年3月，国家建委代管的国家城市建设总局成立，该机构下设城市规划设计研究所。
1982年7月5日，中华人民共和国城乡建设环境保护部在城市规划设计研究所的基础上组建中国城市规划设计研究院。